# Spacetrack
Projekt Space Track bio je istraživačko-razvojni projekt Ratnog zrakoplovstva SAD-a, s ciljem uspostave sustava za praćenje svih umjetnih satelita Zemlje i svemirskih sondi, domaćih i stranih.
Projekt je započeo 1957. u Laboratoriju za istraživanje zrakoplovstva na aerodromu Laurence G. Hanscom Field, danas zračnoj bazi Hanscom, u Bedfordu nedugo nakon lansiranja Sputnika I. Do 1960. prikupljana su opažanja s otprilike 150 senzora diljem svijeta, a redovite orbitalne prognoze slane su tim senzorima i zainteresiranim stranama.
Space Track bio je jedina organizacija koja je koristila opažanja iz svih dostupnih izvora: radarskih, optičkih, radio i vizualnih. Sva neklasificirana opažanja dijeljena su sa Smithsonianovim astrofizičkim opservatorijem. Godine 1961. sustav je proglašen operativnim i predan novooformljenoj 1. eskadrili za nadzor i kontrolu svemira, koja je njime upravljala do 1976. godine, kao dio NORAD-ovog sustava za detekciju i praćenje objekata u svemiru (SPADATS).